# Le Réveil des insectes
Pour plus de détails, voir Fiche technique et Distribution.
Le Réveil des insectes est un film d'animation de court métrage français réalisé par Stéphanie Lansaque et François Leroy et sorti en 2021.

## Fiche technique
- Titre original : Le Réveil des insectes
- Réalisation : Stéphanie Lansaque et François Leroy
- Scénario : Stéphanie Lansaque et François Leroy
- Décors :
- Costumes :
- Animation : Stéphanie Lansaque et François Leroy
- Montage : Stéphanie Lansaque et François Leroy
- Musique : Denis Vautrin
- Son : Yann Lacan
- Producteur : Fabrice Préel-Cléach
- Société de production : Offshore
- Société de distribution : Manifest
- Pays d'origine :  France
- Langue originale : cantonais
- Format : couleur
- Genre : animation
- Durée : 14 minutes
- Dates de sortie :
  - France : 14 juin 2021 (Annecy)

## Distribution
- Jackie Chan : le serveur
- Wong Yuet Yin Eva : Mme Meng
- Lam Yiu Fai : M. Lam
- Kate Leung : la présentatrice radio

## Distinctions
- 2021 : Prix de la meilleure musique originale, avec le soutien de la SACEM pour un court métrage au festival international du film d'animation d'Annecy